# 3-メチルグルタコニルCoA
3-メチルグルタコニルCoA(3-Methylglutaconyl-CoA)は、ロイシンの代謝中間体の一つである。
メチルクロトニルCoAカルボキシラーゼによって3-メチルクロトニルCoAから生成し、ヒドロキシメチルグルタリルCoA (HMG-CoA)に代謝される。